# Rudolfs Blaumanis
Rudolfs Blaumanis född 1 januari 1863 i Ērgļi, Lettland, Kejsardömet Ryssland, död 4 september 1908 i Takaharju, var en lettländsk författare och journalist.
Till att börja med skrev Blaumanis på tyska men övergick senare till att skriva på lettiska. Han blev en av de första lettiska författarna som vann internationellt anseende. Han skrev om landsbygdsbefolkningen och de svaga och utstötta